# Władysław Krzaczyński

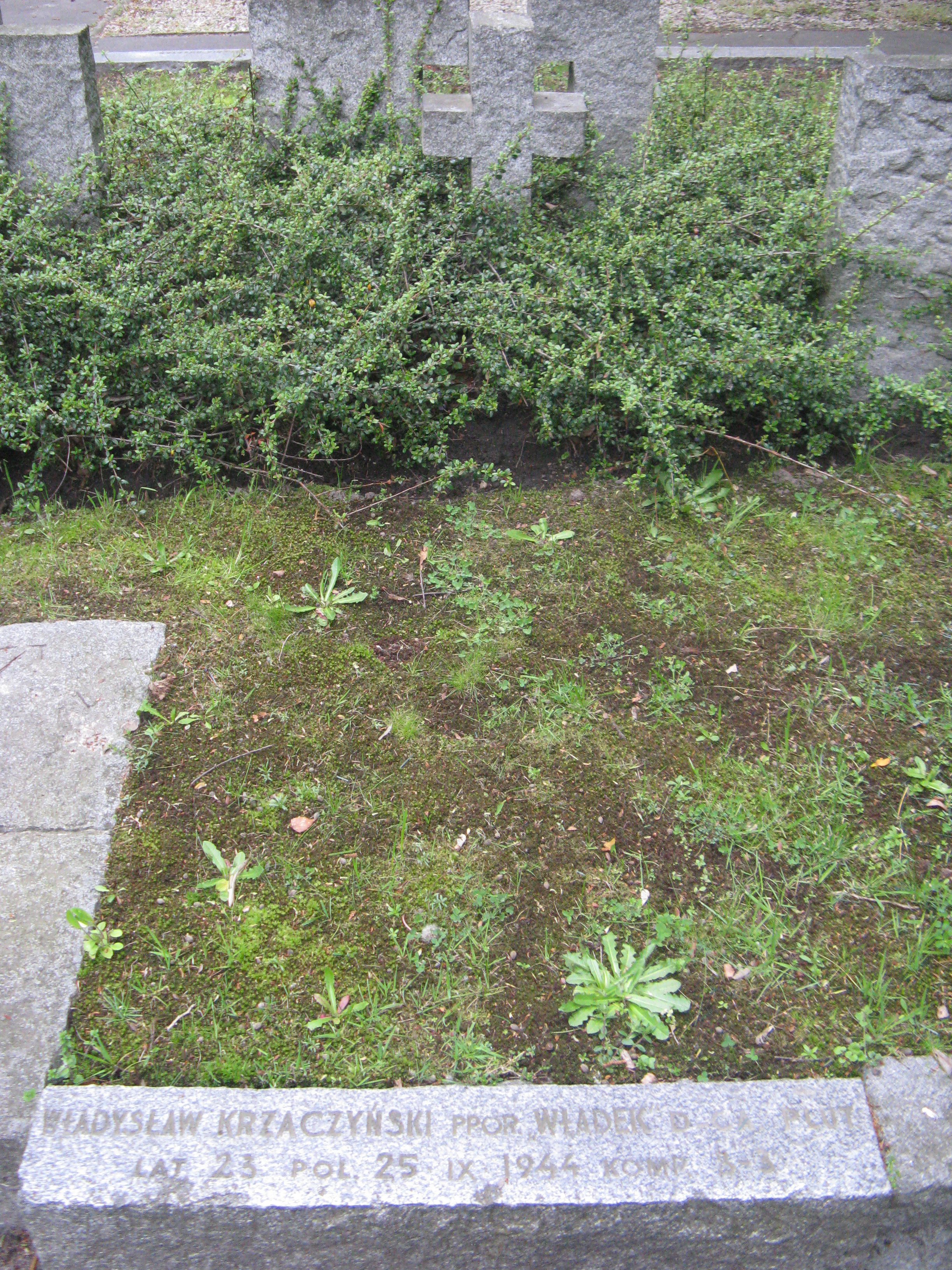
Grób Władysława Krzaczyńskiego na Cmentarzu Wojskowym na Powązkach

Władysław Krzaczyński, ps. „Władek” (ur. 15 sierpnia 1921 w Warszawie, zm. 25 września 1944 tamże) – podporucznik w powstaniu warszawskim, kawaler orderu Virtuti Militari.
Urodził się jako syn wysokiego urzędnika ministerstwa rolnictwa Henryka (zm. 1950) oraz jego żony Elżbiety (zm. 1971). Imię otrzymał po stryju, działaczu PSL „Piast”. Rodzina Krzaczyńskich pozostawała związana z Warszawą od czterech pokoleń – pradziadek powstańca Andrzej (pochodzący spod Piotrkowa Trybunalskiego) osiadł tu jako lokaj cesarza Aleksandra II w Łazienkach. Władysław był blisko spowinowacony z Marianem Kenigiem, ekonomistą związanym z PPS oraz dowódcą Robotniczej Brygady Obrony Warszawy w 1939 roku (siostra Henryka Krzaczyńskiego wyszła za brata Keniga).
W czasie wojny Krzaczyński uczęszczał na tajne kursy Politechniki Warszawskiej, reprezentował również swoją uczelnię w konspiracyjnych zawodach tenisowych. 
W 1943 roku odbył kurs Szkoły Podchorążych Rezerwy Piechoty w pułku „Baszta”. Uzyskując stopień podporucznika został w trakcie powstania warszawskiego dowódcą II plutonu w kompanii B-3 baonu „Bałtyk” wchodzącego w skład tegoż pułku. Zginął w walce z Niemcami na Górnym Mokotowie, w czasie obrony domu na rogu ul. Naruszewicza i Tynieckiej. 
Na mocy rozkazu dowódcy Armii Krajowej Tadeusza Bora-Komorowskiego z 2 października 1944 r. został pośmiertnie odznaczony krzyżem Virtuti Militari V klasy (nr 12911).
Rodziny nie zdążył założyć. Pochowano go na Cmentarzu Wojskowym na Powązkach w kwaterze pułku „Baszta” (kwatera A26-2-11).